# Acil coenzim A
Els acil coenzim A (acil-CoA) són grups acil derivats d'àcids carboxílics units al coenzim A meitjançant un enllaç tioèster. La seva fórmula general és R–CO–SCoA, on R–CO– és el grup acil aportat per l'àcid, i –SCoA el coenzim A. Depenent de l'àcid carboxílic, reben noms concrets:
- Acetil-CoA. L'àcid acètic proporciona el grup acetil (CH₃–CO–) que s'uneix al coenzim A (–SCoA). És un dels metabòlits intermediaris més importants en el metabolisme de les cèl·lules.
- Propionil-CoA. L'àcid propiònic proporciona el grup propionil (CH₃–CH₂–CO–) que s'uneix al coenzim A (–SCoA). Es forma en l'oxidació dels àcids grassos de cadena senar i en la degradació d'alguns aminoàcids.
- Malonil-CoA. L'àcid malònic proporciona el grup malonil (HOOC–CH₂–CO–) que s'uneix al coenzim A (–SCoA). És un important intermediari que intervé en la biosíntesi d'àcids grassos.
- Acil-CoA grassos. Àcids grassos de cadena llarga proporcionen un grup acil (CH₃–(CH₂)n–CO–) que s'uneix al coenzim A (–SCoA). Es coneixen també com àcids grassos activats i són intermediaris clau en la síntesi de triacilglicerols.